# 馬蒂亞斯·博托林
馬蒂亞斯·博托林（西班牙語：Matías Bortolín，1993年4月11日—），阿根廷籃球運動員。他現在效力於阿根廷籃球聯賽球隊科爾多巴籃球俱樂部。他也代表阿根廷國家男子籃球隊參賽，在2013年美洲籃球錦標賽上協助阿根廷國家籃球隊獲得銅牌。